# Муса Біґеєв
Муса́ Біґе́єв (Муса Бігі, Муса Джарулла,; 25 грудня 1873 р., с. Кікіно, Пензенська губернія — 28 жовтня 1949, Каїр) — видатний татарський філософ-богослов, публіцист, один з лідерів прогресивного руху (джадидизм) початку XX століття.

## Біографія

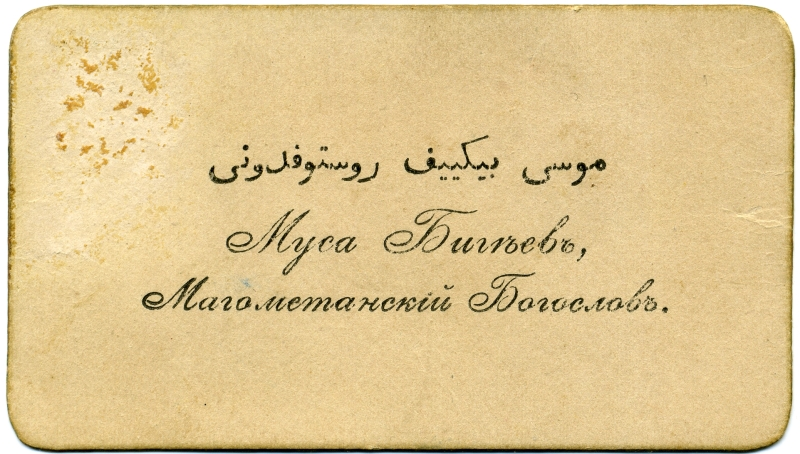
Муса Біґеєв, Магометанський богослов.
Візитна картка

Муса Біґеєв народився 25 грудня 1873 р. у селі Кікіно Чембарського повіту Пензенської губернії (нині Каменский район Пензенської області). Його батько був призначений ахуном у Ростов-на-Дону, тому сім'я переїхала в нові краї. Сам Біґеєв не надавав ваги місцю народження, що призвело до низки різночитань. Мав професійну й богословську освіту, закінчивши навчальний заклад у Ростові-на-Дону, навчався у медресі Бахчисараю, Казані, Бухари, у найстарішому мусульманському університеті «Аль-Азхар» у Каїрі. У травні 1905 р., повернувшись на батьківщину, одружився з Бібі-Асьмою Мухаммед-Закір кизи, дочкою чистопольського купця та ішана М. -З. Камалова, засновника медресе «Камалія».
Перебравшись до Петербурга, відвідував вільним слухачем лекції на юридичному факультеті Імператорського Петербурзького університету, публікувався в газеті Абдрашида Ібрагімова «Ульфят» (Злагода), працював над створенням партії " Іттіфак аль-Муслімін « (Союз мусульман), ідейно близької партії. Брав участь у роботі першого організаційного з'їзду мусульман, який було проведеного 15 серпня 1905 р. під час найбільшого в Європі Нижегородського ярмарку. У 1906 р. був активним учасником на другому та третьому з'їздах мусульман, обирався членом Центрального бюро партії. Опублікував брошуру „Статут Всеросійського мусульманського союзу“ з передмовою „Початок нашого руху“. У 1914 р. був секретарем четвертого з'їзду мусульманської інтелігенції, який у Петербурзі. Надалі опублікував матеріали з'їздів у книзі „Основи реформ“. Перші праці з богослов'я Біґеєв почав видавати з 1906 р. Незабаром він набув широкої популярності. У 1908 р. видав книгу „Подорож Межиріччям“ свого покійного старшого брата Мухаммеда-Загіра Бігеєва (1870, c. Кікіно Пензенської губернії — 1902, Ростов-на-Дону), одного з перших татарських письменників, автора світських романів Красуня Хадича» (1887) та «Великі гріхи» (1890).
Наприкінці 1909 р. розпочалася його нетривала педагогічна діяльність у медресі «Хусаїнія» в Оренбурзі. Біґеєв читав лекції з мусульманського права, арабської мови та літератури. З цього періоду свої статті Біґеєв став підписувати на тюрки: Муса Джарулла. Працював над перекладом Корану татарською мовою. У 1912 р. працю було закінчено, але його публікації завадила полеміка, що розгорнулася, серед реакційної частини мусульманського духовенства і різко негативна оцінка Оренбурзького муфтія, які вважали, що божественне слово Корану не потрібно перекладати, достатньо користуватися численними тлумаченнями. У 1914 р. у журналі " Історичний вісник " публікували статтю М. Н. Федотова «Мусульманський Лютер» з викладом суті деяких оригінальних поглядів богослова. У Петербурзі був співвласником видавництва «Аманат» купця Мухаммед-Аліма Максутова, для друкарні якого розробив шрифти.
У дні Лютневої революції брав участь у роботі Всеросійського мусульманського з'їзду у Москві, у травні 1917 р., був обраний членом Всеросійського мусульманського ради. Наприкінці 1917 р. очолив 1-й магометанський прихід, став імамом соборної мечеті Петрограда. Видавав газету «Аль-мінбар». Далі намагався співпрацювати з радянською владою: у співавторстві з активістами склав статут мусульманської громади, добився відкриття для татарських дітей школи з викладанням татарської мови, історії та літератури тюрко-татар.
У 1920 р. на з'їзді мусульманського духовенства в Уфі Біґеєв ознайомив делегатів зі своїми пропозиціями щодо перебудови мусульманського суспільства «Звернення до мусульманських націй», свого роду ісламську конституцію. Основні положення цього виступу лягли в його книгу «Абетка ісламу», яка була видана у 1923 р. у Берліні. Після цієї публікації був заарештований у Москві, куди він прибув із Петрограда, прямуючи на конференцію до Індії. Цей арешт спричинив хвилю обурення. Татари Фінляндії звернулися за допомогою до уряду Туреччини, дружнього Радянської Росії. Провідні газети Стамбула та Анкари опублікували телеграми з вимогою звільнити богослова. Біґеєва було звільнено з умовою проживання в Москві протягом двох років під наглядом влади. У 1924—1926 роках Біґеєв викладав основи ісламу в Історичній мечеті міста Москви.
Муса Біґеєв підтримував зв'язки з азербайджанськими мусаватистами, які вели боротьбу у підпіллі проти Радянської влади. У 1922 році він, разом із членами підпільної організації Мусавата Дадашем Гасановим і Рагім беком Векіловим, брав участь в організації втечі лідера мусаватської партії Азербайджану, колишнього голови Національної Ради Азербайджану Мамед Еміна Расулзаде через кордон Фінляндії.
Біґеєва включили в склад делегації радянських мусульман для участі в роботі конгресу в Мецці в травні 1926 р. Тоді Біґеєв здійснив хадж. Одночасно громада ленінградських татар обрала його делегатом на черговий з'їзд духовенства, що відбувся у жовтні-листопаді 1926 року. в Уфі. На цьому з'їзді Біґеєв був обраний членом Вченої ради.
У 1927 р., повернувшись до Ленінграда, Біґеєв спостерігав діяльність Союзу войовничих безбожників та чергову кампанію влади: боротьбу з «колишніми». Під цю категорію підходили всі особи непролетарського та неселянського походження. Чистку пройшли без винятку усі організації. Багатьох фахівців позбавили роботи, з посади призначали активних робочих. Неодноразово звертався до академіка І. Ю. Крачковського за сприянням в отриманні місця викладача в Ленінградському університеті, був готовий викладати арабську, перську чи турецьку мови. У 1929 р. у пошуках роботи звертався до уряду Афганістану. Попри те, що Біґеєв ніде не працював, він був зобов'язаний сплачувати податки, оскільки вважався науковцем. Міська влада ухвалила рішення про позбавлення продовольчих карток цілої категорії громадян, у тому числі духовенства та членів їх сімей. Наприкінці 1930 через гоніння радянської влади Біґеєв вирішив емігрувати.
Через переслідування радянською владою Біґеєва в ніч з 15 на 16 лютого 1931 року було заарештовано групу віруючих і духовенства Соборної мечеті Ленінграда. Серед заарештованих були дружина та троє дітей Біґеєва. Заарештованих, з метою знищення прорадянських настроїв звинуватили у контрреволюційній агітації та у зв'язках з татарською громадою Фінляндії. Постановою колегії ОГПУ від 23 липня 1931 23 особи були заарештовані і засуджені до страти та, які о.

### Життя після репресій
Біґеєв був останнім із мусульман-прогресистів, які нелегально емігрували з Москви до Китайського Туркестану. Без перебільшення можна сказати, що тоді він був широко відомий у всьому мусульманському світі як автор 120 богословських праць, у тому числі перекладу Корану на татарську мову. Біґеєв виїхав з Ленінграда (Санкт-Петербург), де проживав із сім'єю, до Москви, і далі по залізниці попрямував до Середньої Азії, перейшовши кордон, опинився в Кашгарі. З Китайського Туркестану перебрався до Афганістану, де завдяки допомозі Надіршаха отримав паспорт і виїхав до Індії, потім вирушив до Єгипту, де перевидав свою роботу «Звернення до Великої Національної Зборів Туреччини», адресовану Ататюрку.
У 1933 р. жив у Берліні. У друкарні А. Мухаммедова за фінансової підтримки фінських татар побачили світ книги: «Докази всеосяжності Божественної милості», «Йаджудж у світлі чудесних повідомлень священого Корану» і «Жінка у світлі священних аятів Благородного Корану» з посвятою дружині. Недовго жив і працював у Фінляндії, читав лекції татарської молоді.
У 1934 р. він, залишивши Фінляндію, подорожував Іраном та Іраком, досліджував релігійну течію шиїтів, в Індії вивчав санскрит та індуїстські книги Махабхарата та Веди. У 1938 р. з місіонерською метою подорожував Японією, Китаєм, Явою, Суматрою. Наприкінці 1939 р. він знову вирушив до Індії, з наміром виїхати до Афганістану і осісти в Кабулі, але був заарештований колоніальною владою і провів півтора-два роки у в'язниці Пешевара. Звільнення стало можливим завдяки втручанню правителя р. Бхопала Мухаммада Хамідулли, але до 1945 року він залишався в Пешаварі під голосним наглядом англійців. Це був плідний період у його науковій діяльності. Їм було написано та видано вісім книг. Дохід від продажу книг автор пожертвував на створення медресе для дітей бомбардованих переселенців. З 1946 жив у Єгипті, виїжджаючи до Туреччини. Неодноразово робив хадж. У 1947 р. робив спробу повернутися на батьківщину.
28 жовтня 1949 р. Біґеєв помер у Каїрі. Заупокійні молитви були здійснені в мечеті Сайїда Нефіса, похований в Афіфі на родинному королівському цвинтарі Хедивіє. Книги з особистої бібліотеки Бігеєва з волі покійного було передано до Національної бібліотеки Туреччини.

## Творча спадщина
- «У знанні — сила»,
- «Арабська література та мусульманська наука»,
- «Історія Корану і Писань»,
- «Побіжно про вірування людей»,
- «Докази милосердя Всевишнього»,
- «Піст у довгі дні»,
- переклад Корану на татарську мову,
- «Графічні поправки до Коранського видання»,
- «Переклад дивана Хафіза»,
- «Мусульманське законознавство»,
- «Біографія автора „Ал-Лузумійат“ („Обов'язковість необов'язкового“) філософа імама Абу-л-Алаал-Мааррі»,
- «Дрібні думки на великі теми»,
- "Міркування: До критики книги Різа-ад-Діна б. Фахр ад-діна «Релігійні та соціальні питання»,
- «Абетка ісламу»,
- «Йаджудж у світлі чудесних повідомлень священних аятів Корану»,
- «Жінка у світлі священних аятів Благородного Корану»,
- «Критика шиїтських поглядів»,
- «Дні життя пророка»,
- «Морфологія в Корані»,
- «Буття людей у доісламську епоху»,
- «Програма Ісламського наукового університету»,
- «Конституція в Ісламі»,
- «Зростання та банки в Ісламі»

## Пам'ять
З початком розбудови та гласності забуте ім'я богослова повернулося на сторінки друку. Прізвище Біґеєв під час перекладу з старо-татарської було спотворено, далі було спотворення прізвища його брата, він теж став Біґеєвим.
У Казані перекладають татарською та російською мовами праці Біґеєва, його ім'я носить одна з вулиць міста. У зв'язку з 50-річчям від дня смерті богослова у листопаді та грудні 1999 р. в Анкарі та Казані відбулися симпозіуми, організовані вченими Туреччини та Росії.
2007 р. у проекті «Іджма=Злагода» Музею антропології та етнографії ім. Петра Великого (Кунсткамера) РАН про Біґеєва було створено фільм «Рукопис і доля» за сценарієм д. в. н. е. А. Резвана. Документальний фільм «І розколовся місяць» (реж. Б. Баїшев, сцен. А. Хайрутдінов, Р. Хакімов) отримав спеціальний приз «За внесок у справу ісламської освіти» на IV Міжнародному фестивалі мусульманського кіно «Золотий мінбар» у 2008 р.
2010 р. по гранках, що збереглися у нащадків богослова, вийшов репринтний переклад Корану на татарську мову. У це двотомне видання увійшла «Книга Про Муса-ефенді, його час і сучасників», збірку історико-біографічних матеріалів, написану на основі архівних документів, спогадів дочки та щоденника дружини богослова.
У 2013 р. у Кам'янському районі Пензенської області було проведено низку заходів, присвячених 140-річчю від дня народження М. Біґеєва. 23 червня 2013 р. у с. Кікіно, на малій батьківщині улема, на фасаді школи встановлено пам'ятну дошку на честь знаменитих уродженців цих місць. 21 грудня 2013 р. у м. Кам'янка пройшли «Бігіївські духовно-моральні читання»; ім'я Муси Біґеєва було присвоєно мектебу, а також скверу поряд із мечеттю р. Кам'янка.
У Москві 12 грудня 2014 р. у межах X Міжнародного мусульманського форуму відбулися Всеросійська науково-освітня ісламська конференція «Бігіївські читання. Діалог релігій: досвід крізь призму ісламської освіти» та науковий диспут «Толерантність чи плюралізм? Позиція Священного Корану».
У Казані 10 квітня 2015 р. у Музеї ісламської культури мечеті Кул Шаріф відбулося відкриття тимчасової виставки «Вічний мандрівник», присвяченої М. М. Біґеєву.
У Санкт-Петербурзі у травні 2015 р. Духовним управлінням мусульман Російської Федерації було проведено II Міжнародна науково-освітня конференція «Бігіївські читання» на тему «Мусульманська думка у XXI столітті: єдність традиції та оновлення».
У Запоріжжі (Україна) у червні 2015 р. з ініціативи Центру національних культур «Сузі, я» обласної бібліотеки ім. М. Горького та Запорізького центру татарської культури «Алтин Ай» відбувся круглий стіл, присвячений пам'яті М. Біґеєва.

## Родина
- Дружина — Асьма Закирівна (1884, Чистополь — 1975, Уфа).
- Син — Ахмед (1906, Чистополь — 1906, Ростов-на-Дону).
- Дочка — Марьям (1907, Чистополь — 1993, Уфа).
- Дочка — Зайнаб (1908, Чистополь — 1967, Москва).
- Син — Мухаммед (1909, Чистополь — 1942?, Москва?).
- Дочка — Хінд (1911, Чистополь — 1962, Уфа).
- Син — Ахмед (1912, Чистополь — 1942?).
- Дочка — Айша (1915, Чистополь — 1915, Чистополь).
- Дочка — Фатіма (1918, Петроград — 2006, Санкт-Петербург).

Через переслідування радянської влади та еміграцію Муси Біґеєва у квітні-травні 1931 р. були заарештовані Марьям, Хінд і Ахмед у Ленінграді (Санкт-Петербург), Зайнаб у Казані, Мухаммед у Горькому. Усі члени сім'ї (мати та діти) 18 серпня 1931 р. через релігійних поглядів батька зазнали репресій та були засуджені до висилки до Вологди на 3 роки.
Нащадки Біґеєва живуть у Росії (Уфа, Москва, Санкт-Петербург) та в Україні (Київ, Запоріжжя, Дніпропетровськ). Зятем Біґеєвим був його учень доктор філологічних наук Тагірджанов Абдурахман (1907—1983) — вчений-сходознавець, професор Ленінградського Державного університету. Двоюрідним племінником богослову доводився д.т. н. Бігєєв Абдрашит Мусійович (1917—2010) — вчений-металург, професор Магнітогорського державного технічного університету, заслужений діяч науки і техніки.